# Dondorf & Naumann

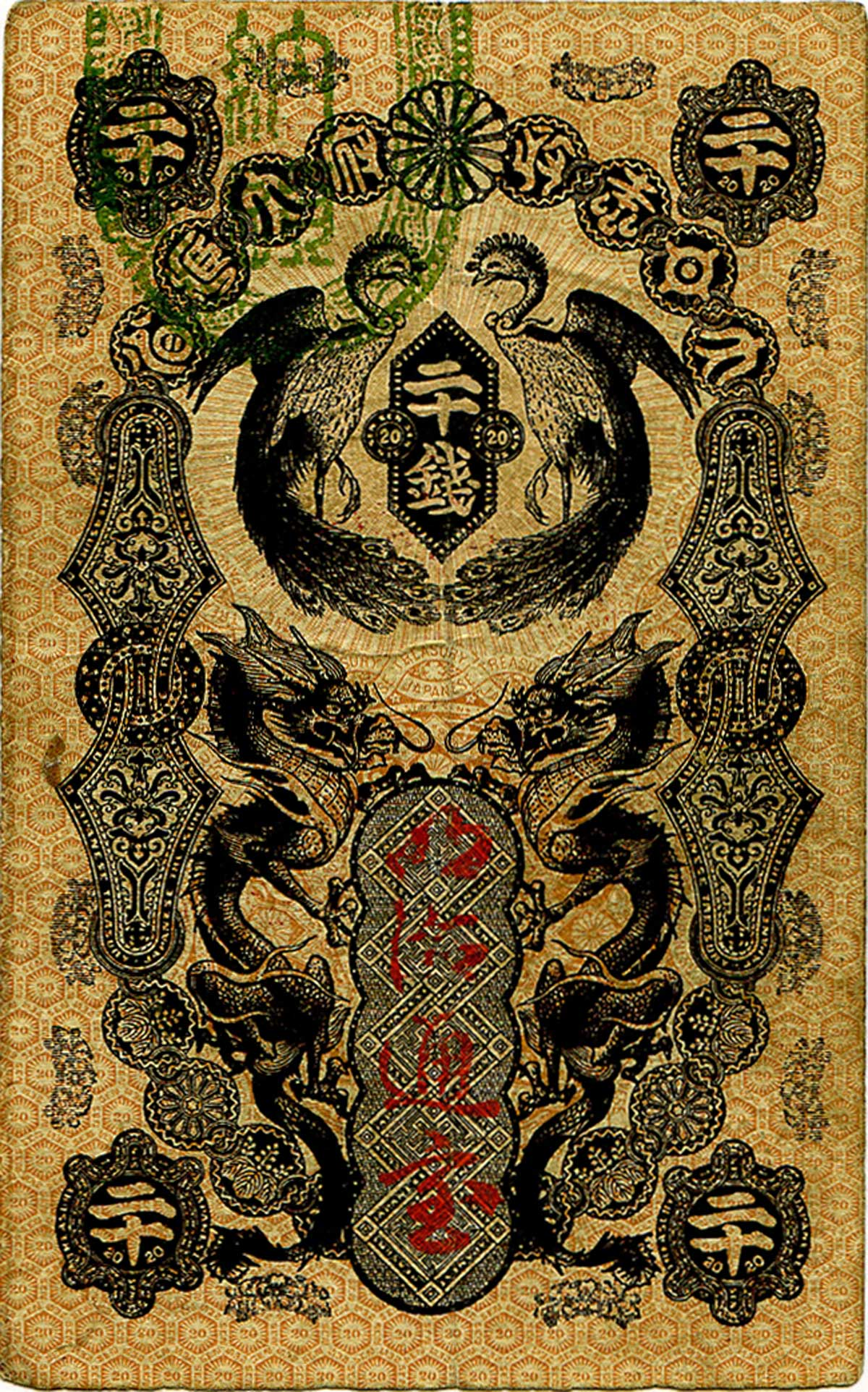
Japanische 20 Sen-Note von 1872, gedruckt bei Dondorf & Naumann

Dondorf & Naumann war ein Druckereiunternehmen mt Spezialisierung auf Banknoten mit Sitz in Frankfurt am Main.

## Geschichte
1850 gründete Bernhard Dondorf gemeinsam mit seinem früheren Lehrherren Carl Christian Otto Naumann (1794–1865) die Firma Dondorf & Naumann, die sich auf den Druck von Banknoten, Wertpapieren und Postwertzeichen spezialisierte. Bereits vorher hatten beide Druckereien Wertpapiere produziert. Neben Giesecke & Devrient war es die führende Druckerei für Banknoten in Deutschland. Die Firma expandierte schnell. Sie druckte die Banknoten der Frankfurter Bank, Württembergische Notenbank, Meininger Bank, Badische Bank und Bayerischen Notenbank. Daneben druckte sie Briefmarken für das Großherzogtum Luxemburg und die Thurn-und-Taxis-Post.
1870 erhielt Dondorf & Naumann aufgrund einer Empfehlung des Generalkonsuls des Norddeutschen Bundes den Auftrag für die japanische Regierung 200 Millionen Geldscheine zu produzieren. Nach der Meiji-Restauration wurde dort das Geldwesen reformiert. Die japanischen Banknoten in neun Nominale zwischen 10 Sen und 100 Yen hatten unterschiedliche Formate und Farben, zeigten aber alle das gleiche Motiv: einen vertikal gespiegelten japanischen Drachen und Phönix unter dem japanischen Staatssiegel. Graveur war der Italiener Edoardo Chiossone, der auch die Scheine für die königlich-italienische Bank gravierte. Zur Vermeidung des riskanten, langen Transportweges wurden die Geldscheine erst in Japan abschließend fertig gestellt. 1874 endete der Auftrag und die Druckplatten wurden aus Frankfurt nach Tokyo gebracht.
Diese Aufträge ließen sich nicht mehr am ursprünglichen Standort in der Saalgasse 27 umsetzen. Zusätzliche Produktionsstätten in der Schneidwallstraße 5 und im Großen Hirschgraben wurden daher erworben.
Nach der Reichsgründung 1871 sank die Bedeutung der Privatnotenbanken und damit das Auftragsvolumen von Dondorf & Naumann. In der Weltwirtschaftskrise 1932 ging das Unternehmen unter.

### Banknoten von Dondorf & Naumann

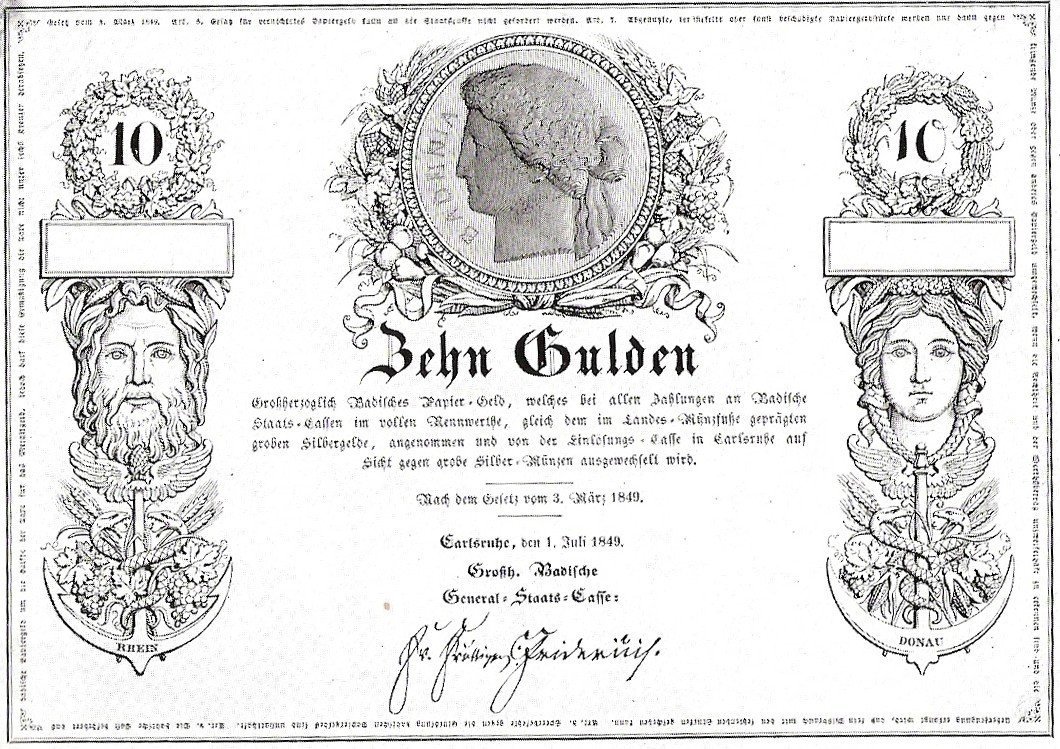
Badische Bank 10 Gulden 1849

Folgende Banknotenserien wurden von Dondorf & Naumann für deutsche Notenbanken produziert:
- Baden 1849, 1854, 1870–1907
- Bayern 1866
- Frankfurter Bank 1855–1890
- Hessen 1848–1855
- Kurhessen 1848/1849
- Mitteldeutsche Creditbank 1856, 1875
- Nassau 1840–1865
- Waldeck 1854
- Württemberg 1849–1875

Daneben wurden folgende Serien für ausländische Notenbanken hergestellt:
- Banca Nazionale (Italien)
- Japan (1871)
- Luxemburg 1873, 1876
- El Banco Anglo-Peruano (Peru)
- Bank in Basel (Schweiz) 1873–1876
- Bank in St. Gallen (Schweiz)
- Bank in Glarus (Schweiz) 1876
- Außerrhodische Kantonalbank (Appenzell, Schweiz) 1877